# Promulgação
Promulgação é o ato ou efeito de promulgar, ordenar oficialmente a publicação de uma lei, tornando-a de conhecimento público de modo que entre em vigor.

## Portugal
Em Portugal, promulgação é o ato do presidente da República portuguesa que confirma a existência de lei, atesta que ela proveio do órgão competente, seguindo o regular processo legislativo. A falta de promulgação implica a sua inexistência jurídica. O presidente da República pode recusar a promulgação (através de veto), opondo-se às leis votadas pela Assembleia da República.

## Brasil
No Brasil, tal como em Portugal, promulgação é um instrumento que declara a existência da lei e ordena sua execução. Entretanto, não estão restritas ao presidente, pois por exemplo, emendas constitucionais são promulgadas pelas Mesas da Câmara e do Senado, em sessão solene do Congresso, enquanto o Presidente do Brasil promulga (ou veta) as demais leis complementares e/ou ordinárias e os projetos de leis cujos vetos presidenciais são derrubados pelo Congresso. Decretos legislativos e resoluções, por sua vez, são promulgados pelo presidente do Senado e da Câmara, respectivamente.